# 오토리정
오토리정(일본어: 鳳町)은 일본 오사카부 센보쿠군에 설치되었던 정이다. 현재의 사카이시 니시구에 해당한다.